# Mfamsibili Mnisi
Mfamsibili Tibonisele Mnisi (* 15. August 1972) ist ein ehemaliger eswatinischer Amateurboxer.
Er trat bei den Olympischen Sommerspielen 1992 in Barcelona an. Im Halbfliegengewicht schied er in seinem Erstrundenkampf gegen den Kubaner  Rogelio Marcelo aus.